# Юршинці
Юршинці (словен. Juršinci) — поселення в общині Юршинці, Подравський регіон‎, Словенія.